# Mareice Kaiser

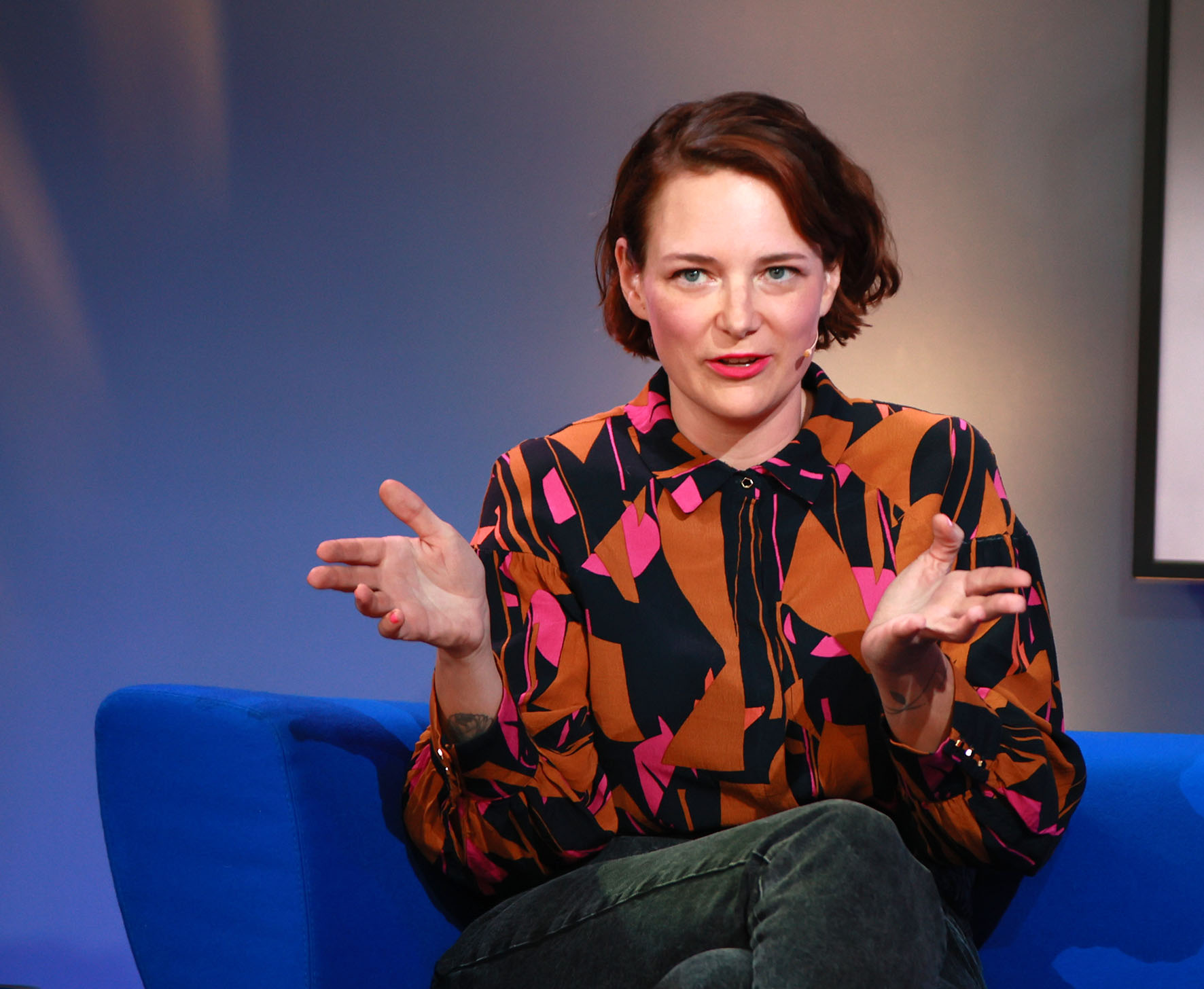
Mareice Kaiser zur Frankfurter Buchmesse 2022

Mareice Kaiser (* 1981) ist eine deutsche Journalistin und Autorin. In ihren Werken beschäftigt sie sich unter anderem mit Inklusion, Bildungsgerechtigkeit sowie Vereinbarkeit von Beruf und Familie.

## Leben
Als Journalistin arbeitet die in Niedersachsen geborene Mareice Kaiser unter anderem für die taz, die Zeit sowie Brigitte zu Themen wie Inklusion sowie Vereinbarkeit von Familie und Beruf. Ab 2014 veröffentlichte sie für die taz u. a. in der Serie Inklusion. Auf ihrem Blog „Kaiserinnenreich“ schrieb sie häufig darüber, was Teilhabe für Menschen mit Behinderung bedeutet und berichtet dort auch von privaten Erfahrungen und ihren Erfahrungen mit gesellschaftlichen Barrieren. Auf der re:publica 2015 hielt sie gemeinsam mit Raul Krauthausen einen Vortrag zu digitaler Inklusion in Europa. Drei Jahre später, auf der re:publica 2018, referierte sie gemeinsam mit Stefanie Lohaus, Christine Olderdissen und Sophie Maeve Rauscher zu Strategien für vielfältigen Journalismus.
Auf Grundlage des Blogs erschien 2016 das Buch „Alles inklusive“ im S. Fischer-Verlag. Darin schreibt sie über das Leben mit ihrer ersten Tochter, die im Alter von vier Jahren gestorben ist. Die Auseinandersetzung mit der herrschenden Benachteiligung und Ausgrenzung in ihrem Buch brachte ihr hervorragende Kritiken und wissenschaftliche Berücksichtigung ein, u. a. vom Behindertenpädagoge Wolfgang Jantzen und Ferdinand Klein. An dem Buch „Nicht nur Mütter waren schwanger“, das 2018 im Verlag Edition Assemblage veröffentlicht wurde, war Mareice Kaiser mit drei Beiträgen als Co-Autorin beteiligt.
2018 produzierte sie für das Onlinemagazin ze.tt den sechsfolgigen Podcast „Was Macht macht“, der gesellschaftliche Machtstrukturen hinterfragt. 2019 schrieb sie für ze.tt die Kolumne „Klein und groß“.
Von März 2020 bis März 2022 war sie Chefredakteurin von Edition F. Im April 2021 erschien im Rowohlt Verlag ihr Sachbuch und Bestseller „Das Unwohlsein der modernen Mutter“, in dem sie die Herausforderungen der Mutterschaft bei gleichzeitiger Erwerbsarbeit thematisiert. Das Buch platzierte sich mehrere Wochen lang in der Spiegel-Bestsellerliste. Von Sommer 2022 bis Sommer 2023 arbeitete sie als Digitalchefin beim Schweizer Magazin annabelle. Im Oktober 2022 erschien ihr Buch „Wie viel – was wir mit Geld machen und was Geld mit uns macht“ im Rowohlt-Verlag. Im Januar 2023 startete sie die Internet-Radiosendung Mareicares, in der sie Musik spielt und über Musik spricht. Seit November 2023 hat Mareice Kaiser im Freitag die Kolumne "Neue Maloche", in der sie Gespräche mit Menschen führt, die meist nicht in medialen Diskursen zu Arbeitsthemen zu Wort kommen. Im Februar 2025 ist der Podcast "Revolution und Ferien", den sie gemeinsam mit Josephine Apraku macht, gestartet. Im März 2025 erschien ihr Buch "Ich weiß es doch auch nicht" im Penguin-Verlag.

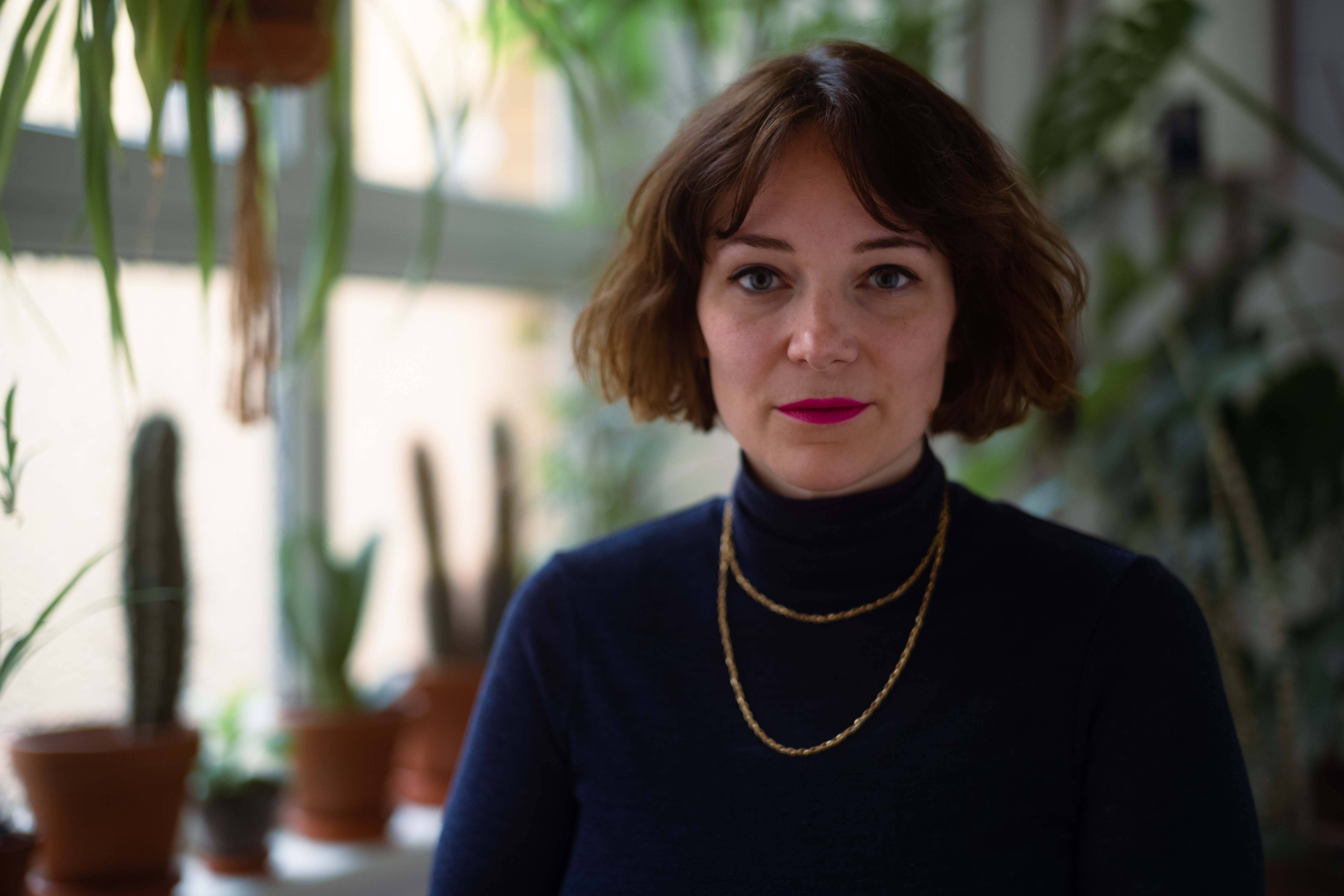
Mareice Kaiser, 2022

Mareice Kaiser lebt und arbeitet in Berlin.

## Auszeichnungen
- Mit ihrem Blog „Kaiserinnenreich“ wurde sie 2014 mit dem Newcomer-Preis der Goldenen Blogger und 2015 mit dem Bestes-Tagebuch-Preis der Goldenen Blogger ausgezeichnet.[16][17]
- Für ihr gesellschaftliches Engagement erhielt sie 2017 den Blogfamilia Award.[18]
- 2018 war sie mit ihrem Text „Das Unwohlsein der modernen Mutter“ für den Deutschen Reporterpreis im Bereich „Essay“ nominiert.[19]
- Medienpreis „Prävention in der Schwangerschaft“ 2019 der Stiftung für das behinderte Kind für ihren Text „Nehmen wir dieses Kind?“[20]
- Vom medium magazin wurde sie unter die Top 10 in der Kategorie Wirtschaft der Journalisten und Journalistinnen des Jahres 2022 gewählt, mit der Begründung: „Eine der wichtigsten Stimmen, die sich so ausdrücken, dass auch die Leserschaft ohne Hochschulabschluss folgen kann. Als Arbeiterkind bringt sie wichtige Perspektiven in den Diskurs ein, die dort sonst schmerzlich vermisst werden.“[21]

## Veröffentlichungen

### Vorträge
- Warum nicht jede*r Haftbefehl werden kann. Berlin, Juni 2023 bei der re:publica 2023.[22]

### Bücher
- Was ich nicht weiß. In: Willkommen!: Blogger schreiben für Flüchtlinge. Mikrotext, Berlin 2015, ISBN 978-3-944543-28-4.
- Alles inklusive. S. Fischer-Verlag, Frankfurt am Main 2016, ISBN 978-3-596-29606-4.
- Gene auf der Probe und Schlimm ist nicht schlecht. In: Alisa Tretau (Hrsg.): Nicht nur Mütter waren schwanger. Unerhörte Perspektiven auf die vermeintlich natürlichste Sache der Welt. Edition assemblage, Münster/Westfalen 2018, ISBN 978-3-96042-041-5.
- Who cares?: wie Familien mit behinderten Kindern Fürsorgearbeit leisten. In: Familien unterstützen: Ideen und Praxisbeispiele für Haupt- und Ehrenamtliche. Bundesvereinigung Lebenshilfe, Marburg 2018, ISBN 978-3-88617-422-5, S. 48–52.
- Das Unwohlsein der modernen Mutter, Rowohlt, Hamburg 2021, ISBN 978-3-499-00349-3.
- Wie viel. Was wir mit Geld machen und was Geld mit uns macht. Rowohlt, Hamburg 2022, ISBN 978-3-499-01027-9.
- „Mein Leben ohne Harvard Hoodie“ in „Klassenfahrt“, edition assemblage, 2022, ISBN 978-3-96042-107-8
- Texte in der Anthologie Soll und Habitus, herausgegeben von Daniela Dröscher und Paula Fürstenberg. Sukultur, 2021, ISBN 978-3-95566-139-7.
- Ich weiß es doch auch nicht: 101 entlastende Antworten auf existenzielle Fragen, Penguin, 2025, ISBN 3328603735 Illustriert von Slinga.

### Artikel (Auswahl)
- Statt Blumen. In: Die ZEIT. 5. Mai 2021.
- Ableism und Verletzlichkeit. Überlegungen zu ‚neuen Formen der Sozialität‘. In: David Brehme, Petra Fuchs, Swantje Köbsell und Carla Wesselmann (Hg.) Disability Studies im deutschsprachigen Raum: Zwischen Emanzipation und Vereinnahmung (Verlag: Beltz Juventa). 11. März 2020.
- „Nehmen wir dieses Kind?“. In: chrismon. 30. Januar 2019.
- Das Unwohlsein der modernen Mutter. In: ze.tt. 3. September 2018.
- Ein ganzes Leben lang traurig?. In: Zeit Online. 24. April 2018.
- Hä, was ist denn Inklusion?. In: Missy Magazin. 23. April 2018.
- „Wenn es ans Sterben geht, werde ich da sein“. In: Zeit Online. 13. Januar 2018.
- Behindert, aber nicht nur. In: taz. 3. Dezember 2014.
- Wo Armut beginnt. In: Die Süddeutsche Zeitung. 22. November 2022.

## Interviews
- Was ist schon normal?. In: Süddeutsche Zeitung. 14. November 2016.
- Willkommen im Kaiserinnenreich! Interview mit Mareice Kaiser. Im Blog: Frau-frei-und.de.
- Mareice Kaiser im Interview: Eine Heldin mit kurzen Haaren. In: Monda-Magazin. 4. Juni 2018.
- Muttersein ist politisch! Mareice Kaiser bei „Kasia trifft…“ 20. April 2021
- Mareice Kaiser im Gespräch 23. Oktober 2022
- Buch-Autorin: Fürsorge statt Profit als Werte einer Gesellschaft 11. Dezember 2022
- Gespräch mit Mareice Kaiser über Geld 4. November 2022
- Unser Umgang mit Geld 20. Juni 2023
- "Ich weiß es doch auch nicht! Anti-Ratgeber mit viel Humor" 19. März 2025
- "Mareice Kaiser: Ich weiß es doch auch nicht!" 17. März 2025